# Evandro Guerra
Evandro Motta Marcondes Guerra (San Paolo, 27 dicembre 1981) è un pallavolista brasiliano, opposto del BVC.

## Carriera
La carriera di Evandro Guerra inizia quando all'età di tredici anni entra a far parte del settore giovanile dell'Esporte Clube Banespa. Viene promosso in prima squadra nella stagione 1996-97, facendo il suo debutto nella Superliga brasiliana, iniziando così la carriera professionistica: veste la maglia del club di San Paolo per cinque stagioni, arrivando subito alla finale scudetto in Superliga, mentre nel Campionato Paulista disputa tre finali consecutive, ma si aggiudica solo l'ultima; nel 2001 vince la medaglia d'oro al campionato mondiale Under-21 2001.
Terminato il sodalizio col Banespa, veste per una stagione la maglia dell'Esporte Clube União Suzano, per due quella del Clube Bochófilo, mentre nell'annata 2004-05 è al Minas Tênis Clube, col quale raggiunge nuovamente la finale scudetto, ma già nell'annata successiva cambia ancora squadra, firmando con l'Esporte Clube Unisul; nel 2006 fa il suo esordio nella nazionale maggiore brasiliana in occasione della World League, prendendo parte ad alcune partite della fase preliminare.
Nei campionati 2006-07 e 2007-08 gioca per il Cimed Esporte Clube, vincendo nel corso della seconda stagione prima la Coppa del Brasile, ricevendo anche il premio di miglior realizzatore del torneo, e poi il suo primo scudetto; con la nazionale si aggiudica la medaglia d'argento alla Coppa America 2007. Nella stagione 2008-09 gioca per la prima volta all'estero, vestendo i colori dell'Athlitikos Syllogos Aris, squadra dell'A1 League greca.
Nel campionato 2009-10 gioca nella Serie A2 italiana con la New Mater Volley di Castellana Grotte, in cui gioca anche nella stagione successiva, disputando la massima serie, senza però riuscire ad evitare la retrocessione. Gioca poi nella Liga A1 argentina, vestendo prima la maglia del Club Ciudad de Bolívar per il campionato 2011-12, al termine del quale riceve alcuni riconoscimenti individuali, per poi passare all'UPCN Vóley Club, aggiudicandosi lo scudetto e la Coppa ACLAV, di cui è MVP. Sempre col club di San Juan è finalista due volte al campionato sudamericano per club: esce sconfitto nell'edizione 2012 contro l'Associação Social e Esportiva Sada, ricevendo comunque il premio di MVP, mentre trionfa in quella successiva, superando una sua ex squadra, il Minas Tênis Clube; con la nazionale vince la medaglia d'oro alla Grand Champions Cup 2013.
Nella stagione 2013-14 torna a giocare in patria, ingaggiato dal Serviço Social da Indústria SP, vincendo subito il campionato statale e raggiungendo in seguito sia la finale di Coppa del Brasile che la finale scudetto. Nella stagione seguente gioca nella V.Premier League giapponese coi Suntory Sunbirds, vincendo il Torneo Kurowashiki 2015, venendo premiato come miglior giocatore ed inserito nel sestetto ideale; con la nazionale si aggiudica la medaglia d'oro al campionato sudamericano 2015, quella d'argento alla World League 2016 e quella d'oro ai Giochi della XXXI Olimpiade.
Nella stagione 2016-17 rientra in Brasile vestendo la maglia dell'Associação Social e Esportiva Sada, con cui si aggiudica il campionato mondiale per club 2016 e tre campionati sudamericani per club; con la nazionale vince l'argento al campionato mondiale 2018.

## Palmarès

### Club
- Campionato brasiliano: 3

2007-08, 2016-17, 2017-18
- Campionato argentino: 1

2012-13
- Coppa del Brasile: 4

2007, 2018, 2019, 2020
- Coppa ACLAV: 1

2012
- Torneo Kurowashiki: 1

2015
- Supercoppa brasiliana: 2

2016, 2017
- Campionato Paulista: 2

2001, 2013
- Campionato Mineiro: 4

2016, 2017, 2018, 2019
- Campionato mondiale per club: 1

2016
- Campionato sudamericano per club: 4

2013, 2017, 2018, 2019

### Nazionale (competizioni minori)
- Campionato mondiale Under-21 2001
- Coppa America 2007

### Premi individuali
- 2007 - Coppa del Brasile: Miglior realizzatore
- 2012 - Liga A1 argentina: Miglior realizzatore
- 2012 - Liga A1 argentina: Miglior servizio
- 2012 - Campionato sudamericano per club: MVP
- 2013 - Coppa ACLAV: MVP
- 2013 - Liga A1 argentina: Miglior realizzatore
- 2015 - Torneo Kurowashiki: MVP
- 2015 - Torneo Kurowashiki: Sestetto ideale
- 2015 - Campionato sudamericano: Miglior opposto
- 2016 - Campionato mondiale per club: Miglior opposto
- 2017 - Superliga Série A: MVP
- 2017 - Superliga Série A: Miglior servizio
- 2019 - Campionato mondiale per club: Miglior opposto